# Corallorhize striée
Espèce
La Corallorhize striée (Corallorhiza striata) est une espèce d'orchidées.